# Ons Hageland
KVHC Ons Hageland-Bessemclub of kortweg Ons Hageland is een traditionele Vlaamse studentenclub in Leuven. De club brengt exclusief mannelijke studenten uit het Hageland samen die in Leuven studeren. Opgericht in 1874 is Ons Hageland erkend als de oudste nog bestaande studentenclub der Nederlanden. Anno 2024 is de club gehuisvest in café Villa Artois op de Leuvense Oude Markt.
Als regionale Vlaams-Brabantse club is Ons Hageland verbonden aan de Brabantse Gilde en heeft het vriendschappelijke banden met KSC Bessem Brussel, KVHC Moeder Payottenland en KVHC Lovania. Historisch zijn er ook sterke banden met KVHV Leuven, al is Ons Hageland apolitiek en neutraal. De alumni zijn verzameld in de feitelijke vereniging Oudleden Ons Hageland.
Sinds 1999 is vanuit Ons Hageland een vrouwelijke tegenhanger opgericht onder de naam Vader Hageland.
Ondanks de gelijkaardige naam en gedeelde afkomst zijn beide entiteiten strikt gescheiden. Dit staat enige onregelmatige "verbroedering" echter niet in de weg.
Tijdens het academiejaar 2023 - 2024 viert de club, als eerste regionale studentenclub ooit, haar 150ste bestaansjaar. Deze festiviteiten zullen culmineren in het 30ste Lustrumbal dat doorgaat op zaterdag 24 februari 2024, in het Hof te Rhode te Diest.